# Brandão85
Gabriel Brandão da Costa, conhecido pelo seu nome artístico "Brandão85", é um rapper, compositor e produtor musical brasileiro. Natural de Caponga, no Ceará, ganhou destaque nacional após integrar o selo independente 30PRAUM, fundado por Matuê e Clara Mendes.

## Biografia
Brandão iniciou sua carreira musical em 2018, lançando músicas de forma independente. Antes de se dedicar ao trap, teve experiências com o reggae. 

## Carreira
Em 2021, lançou o single "Mustang" pela gravadora Hash Produções, mas posteriormente encerrou seu contrato com o selo.
Após sua saída da Hash Produções, Brandão passou a colaborar com artistas da 30PRAUM, participando da produção do álbum "333" de Matuê. Em setembro de 2024, foi oficialmente anunciado como novo integrante do selo.
Em outubro de 2024, Brandão lançou seu primeiro álbum de estúdio, intitulado 'CEO'. O projeto conta com 13 faixas e participações de Matuê, WIU, Teto e Alee. O álbum foi acompanhado por visualizers para cada faixa, reforçando a identidade visual do artista.
Em fevereiro de 2025, Brandão se envolveu em uma polêmica com alguns funkeiros após lançar um single intitulado "Espinafre". No single, Brandão canta: "trap no Brasil, mano, tá ficando chato, depois que esses funkeiro veio, é só ladeira abaixo”. Rodrigo Oliveira, fundador da GR6, maior gravadora do funk nacional, cobrou posicionamento de Matuê, fundador da 30PRAUM, pedindo para que a música fosse tirada do ar. Alguns cantores também pediram o mesmo, entre eles, MC Daniel, Oruam, MC PH e outros. Brandão também recebeu o apoio de alguns colegas da cena e do público. O rapper Mago de Tarso comentou: “A maioria dos funkeiros são assim: passar pano para um mano que expôs a sua opinião (emoji sinal negativo). Passar pano para MC que agride a mulher grávida (emoji de sinal positivo)”, se referindo ao caso de agressão envolvendo o cantor MC Ryan SP.

## Estilo musical
Brandão é conhecido por mesclar elementos do rap, trap e R&B, com letras que abordam suas vivências pessoais, questões sociais e superação. Sua autenticidade e disposição para experimentar novas sonoridades destacam-no na cena musical brasileira.

## Discografia

### Álbuns de estúdio
- CEO (2024)[11]

### Mixtapes
- Unfinish Mixtape (2019)
- Zoo (2022)
- ISSO É TRAP (2025)[12]

### Singles
- "Mustang" (2021)
- "Espinafre" (2025)